# William Pope Duval

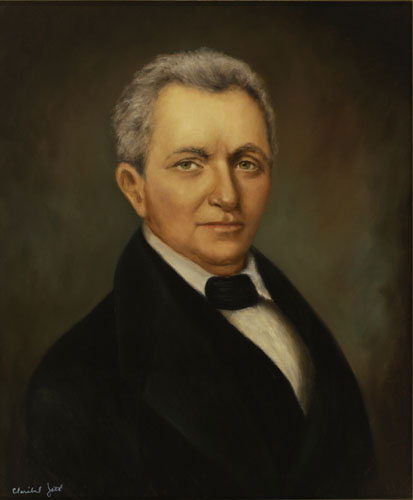
William Pope Duval

William Pope Duval (* 4. September 1784 in Mount Comfort, Virginia; † 19. März 1854 in Washington, D.C.) war ein US-amerikanischer Politiker und von 1822 bis 1834 Gouverneur des Florida-Territoriums. Zwischen 1813 und 1815 vertrat er den Bundesstaat Kentucky im US-Repräsentantenhaus.

## Frühe Jahre und politischer Aufstieg
Der nahe Richmond geborene William Duval besuchte die Grundschule in seinem Heimatort. Im Alter von 14 Jahren zog er nach Bardstown in Kentucky. Später studierte er Jura und im Jahr 1804 wurde er als Anwalt zugelassen. 1812 kommandierte er eine Freiwilligenkompanie im Krieg gegen aufständische Indianer. Zwischen 1813 und 1815 vertrat er als Mitglied der Demokratisch-Republikanischen Partei und als Nachfolger von Henry Clay den fünften Wahlbezirk des Staates Kentucky im Kongress. Er verzichtete auf eine Wiederwahl und kehrte nach Kentucky zurück, wo er wieder als Anwalt arbeitete.

## Territorialgouverneur von Florida
Im Jahr 1821 wurde das 1819 von Spanien erworbene Florida offiziell in den Status eines US-Territoriums erhoben. Das Land war folglich noch nicht offizieller Bundesstaat und unterstand direkt der Bundesregierung in Washington. Diese verwaltete das Land mit Hilfe einer Territorialregierung. Am 18. Mai 1821 wurde Duval von Präsident James Monroe zum Bundesrichter für den östlichen Teil Floridas ernannt. Der spätere Präsident Andrew Jackson wurde gleichzeitig Militärgouverneur dieses Gebietes. Schon ein Jahr später, am 17. April 1822, wurde Duval von Präsident Monroe zum ersten zivilen Territorialgouverneur ernannt. Diese Ernennung wurde später von den Präsidenten John Quincy Adams und Andrew Jackson (seinem Amtsvorgänger in Florida) bestätigt. Insgesamt blieb Duval zwölf Jahre in dieser Funktion in Florida. In dieser Zeit wurde Tallahassee zur Hauptstadt des Gebietes erhoben. Der Gouverneur teilte Florida in vier Verwaltungsbezirke ein und etablierte örtliche Gerichte. Bemerkenswert war sein friedfertiger Umgang mit den einheimischen Indianern.

## Weiterer Lebenslauf
Im Jahr 1834 wurde Duval von dem früheren Kriegsminister John Henry Eaton abgelöst, dem Präsident Jackson nach der sogenannten „Petticoat Affair“ und dem daraus resultierendem Rücktritt aus Jacksons Kabinett eine neue Aufgabe geben wollte. William Duval blieb zunächst für einige Jahre als Anwalt in Florida. 1841 wurde er zum „Law Agent“ in Florida berufen, eine Stelle, die etwa der eines Staatsanwalts entspricht. Im Jahr 1848 zog er dann nach Texas. Dort verbrachte er seinen Lebensabend, gestorben ist er allerdings in Washington. William Duval war mit Nancy Hynes verheiratet, mit der er acht Kinder hatte.